# چشم‌بندی (مجموعه تلویزیونی)
چشم‌بندی یک مجموعه تلویزیونی محصول سال ۱۴۰۱–۱۴۰۲ به کارگردانی شاهد احمدلو و تهیه کنندگی سلیم ثنایی در ژانر کمدی است.

## خلاصه داستان

### فصل اول
سریال «چشم‌بندی»، داستان کارخانه‌ای را روایت می‌کند که دچار حریق شده و افرادی درگیر آن می‌شوند.

### فصل دوم
یک محموله ترانزیت شامل دستگاه‌های حساس پزشکی توسط شخصی به نام نادر توفان ربوده می‌شود. نادر توفان فرزند ناهید (مرجانه گلچین) است که به همراه عموی خود، فیروز توفان از درون زندان نقشه این سرقت را کشیده‌اند تا هم بار را بدزدند و هم از شرکت بیمه خسارت بگیرند. این پرونده به شرکت بیمه، محسن برهانی (سروش جمشیدی) ارجاع می‌شود و…

## بازیگران
| بازیگر               | نقش               |
| -------------------- | ----------------- |
| حمید لولایی          | جهان برهانی       |
| مرجانه گلچین         | ناهید اولنگی      |
| سروش جمشیدی          | محسن برهانی       |
| سید جواد رضویان      | نادر طوفان        |
| شهرام قائدی          | بابک زرافشان      |
| سیاوش مفیدی          | کاظم سالاری       |
| سیاوش مفیدی          | فیروز طوفان       |
| نعیمه نظام‌دوست       | فرزانه            |
| نعیمه نظام‌دوست       | مریم محمودی       |
| سعید پیردوست         | خان‌عمو            |
| شهین تسلیمی          | شمسی              |
| فرزانه سهیلی         | هانیه برهانی      |
| پریسا رضایی          | هانیه برهانی      |
| کریم قربانی          | مراد، پدر مریم    |
| محمد شیری            | مظاهری            |
| مردوخ احمدلو         | شیرعمو خان        |
| بابک نوری            | راننده کامیون     |
| مجید شهریاری         | رضا پسندیده       |
| نرجس خاتون بدر طالعی | مارال، مادر مریم  |
| داریوش سلیمی         | رحمانی            |
| مختار سائقی          | عباس لواشانی      |
| مهدی خزلبانی         | حسن لواشانی       |
| پرستو الماس          | نگار              |
| معین وثوق            | کارمند بیمه       |
| میلاد وثوق           | کارمند بیمه       |
| معین مرادحاصل        | ساغرچی            |
| شقایق فتاحی          | خانم شهشهانی      |
| ماهان عبدی           | ستار تمجیدی       |
| مهسا هاشمی           | سارا سالاری       |
| مهرداد تهرانی        | پرهام             |
| مسعود حسینی          | زندانی            |
| مجید علی‌زاده کلسری   | نگهبان کارخانه    |
| احمد یاوری شاد       | مدیر زندان        |
| سامان غنائمی         | گوهری             |
| سامان غنائمی         | سهراب             |
| مهناز دادفر          | مهری              |
| شهریار حیدری         | شهرام             |
| رضا امینیان          | خلیل              |
| شهاب احمدلو          | جمال              |
| امید روحانی          | جمشید اولنگی      |
| علی زیاری            | سیامک             |
| امیرعباس حقگو        | بادیگارد محسن     |
| حامد مصباحی          | سعدی              |
| کوروش ثنائی          | سعید سالاری       |
| کوروش ثنائی          | منصور             |
| ملیکا منصوری         | سمیه سالاری       |
| پرویز ذبیحی          | راننده جمشید      |
| امیرهوشنگ کریمی      | کارگر کارخانه     |
| ابوالفضل مرادی       | کارگر کارخانه     |
| حیدر حیدری           | کارگر کارخانه     |
| پویان پوینده         | طلبکار ناهید      |
| جواد احمدی           | عموجواد           |
| ستاره سلیمانیان      | دختر خواستگار     |
| امید حمیدی           | معتاد             |
| خسرو خان محمدی       | مالخر             |
| محمدرضا امین‌زاده     | کارگردان زندانی   |
| عبدالرضا منتظری      | ارباب رجوع        |
| سیاوش سلیمی          | مرد قوی هیکل بیمه |
| عباس جهانشاهی        | راننده تاکسی      |
| سامان حیدریان        | مأمور پلیس بیمه   |

## موسیقی
| شماره | نام                               | خواننده      | مدت  |
| ----- | --------------------------------- | ------------ | ---- |
| ۱.    | «چشم‌بندی» (تیتراژ پایانی فصل اول) | مصطفی راغب   | ۲:۱۵ |
| ۲.    | «چشم‌بندی» (تیتراژ پایانی فصل دوم) | سینا درخشنده | ۲:۱۵ |

## بازخورد
چشم‌بندی در فصل اول نقدهای ترکیبی دریافت کرد. جبار آذین منتقد و کارشناس حوزه سینما و تلویزیون در یادداشتی از این سریال تمجید کرد و آن را نویدبخش طنزی تماشایی و بامحتوا دانست. از طرفی دیگر، برخی منتقدان دیگر در ابتدای پخش اذعان داشتند که سریال فیلمنامه ضعیفی دارد و همچنین از دچار شدن این سریال به سرنوشت سریال پلاک ۱۳ ابراز نگرانی کردند.
با این اوصاف، استقبال خوب از فصل اول، تولید این سریال را برای فصل دوم هم تمدید کرد. حسین بهرامی کارشناس هنری فصل دوم چشم‌بندی را این‌گونه توصیف می‌کند: «هرچه در فصل اول، داستان مشخص بود و مسیر قصه گم نمی‌شد، در این فصل شاخ و برگ‌های اضافی نه تنها به پیشبرد قصه کمک نمی‌کنند؛ بلکه آسیب‌زا نیز هستند.»